# 直峪圣佛寺塔林
直峪圣佛寺塔林，位于中华人民共和国山西省大同市广灵县宜兴乡直峪村，已列为山西省文物保护单位。

## 保护
2016年6月6日，直峪圣佛寺塔林由山西省人民政府公布为第五批山西省文物保护单位，编号5-38。